# Liste von Kunstrichtungen
Die Liste von Kunststilen in der westlichen Kunstgeschichte stellt Kunststile in der westlichen Kunstgeschichtsschreibung in chronologischer Form dar. Ein Kunststil besitzt charakteristische Merkmale einer einheitlichen Gestaltung von Kunstwerken und Kulturerzeugnissen eines Zeitalters, eines Künstlers bzw. einer Künstlergruppe oder einer Kunstschule.

## Kunst in der Antike
- Minoische Kunst
- Griechische Kunst
- Römische Kunst

## Mittelalterliche Kunst
- Mittelalterliche Kunst
  - Frühchristliche Kunst – 260 bis 525
  - Kunst in der Zeit der Völkerwanderung – 300 bis 900
  - Angelsächsische Kunst  – 400 bis 1066
  - Kunst der Goten  – 415 bis 711
  - Vorromanik  – 500 bis 1000
  - Insulare Kunst  – 600 bis 1200
  - Nordische Kunst  – 700 bis 1100
  - Byzantinische Kunst
  - Merovingische Kunst
  - Karolingische Kunst
  - Ottonische Kunst
  - Romanik  – 1000 bis 1200
  - Normannisch-arabisch-byzantinische Kunst  – 1100 bis 1200
  - Gotik  – 1100 bis 1400
    - Internationale Gotik

## Renaissance
- Renaissance – ca. 1300 bis ca. 1602, ging von Florenz aus
  - Italienische Renaissance – spätes 13tes Jahrhundert – etwa 1600
  - Klassizismus der Renaissance
  - Altniederländische Malerei – 1400 bis 1500
  - Frühe Kretische Schule – 1400–1500
  - Manierismus und späte Renaissance – 1520 bis 1600, begann in Italien

## Barock bis Neoklassizismus
- Barock – 1600 bis 1730, begann in Rom
  - Malerei des Goldenen Zeitalters – 1585 bis 1702
  - Malerei des flämischen Barocks – 1585 bis 1700
  - Caravaggisti – 1590 bis 1650, entstanden in Italien
- Rokoko – 1720 bis 1780, begann in Frankreich
- Klassizismus – 1750 bis 1830, begann in Rom
- späte Kretische Schule – Kretische Renaissance 1500–1700
- Ionische Schule 1650–1830, entstand auf den Ionischen Inseln

## Romantik
- Romantik – 1780 bis 1850
  - nazarenische Kunst – ca. 1820 bis späte 1840er
  - The Ancients – 1820er bis 1840er
  - Purismuso – ca. 1820 bis 1860er, in Italien entstanden
  - Düsseldorfer Malerschule – Mitte 1820er bis 1860er
  - Hudson River School – 1850er bis ca. 1880
  - amerikanischer Luminismus – 1850er bis 1870er
  - Moderne griechische Kunst – 1830 bis 1930er, begann im modernen Griechenland

## Romantizismus bis Moderne Kunst

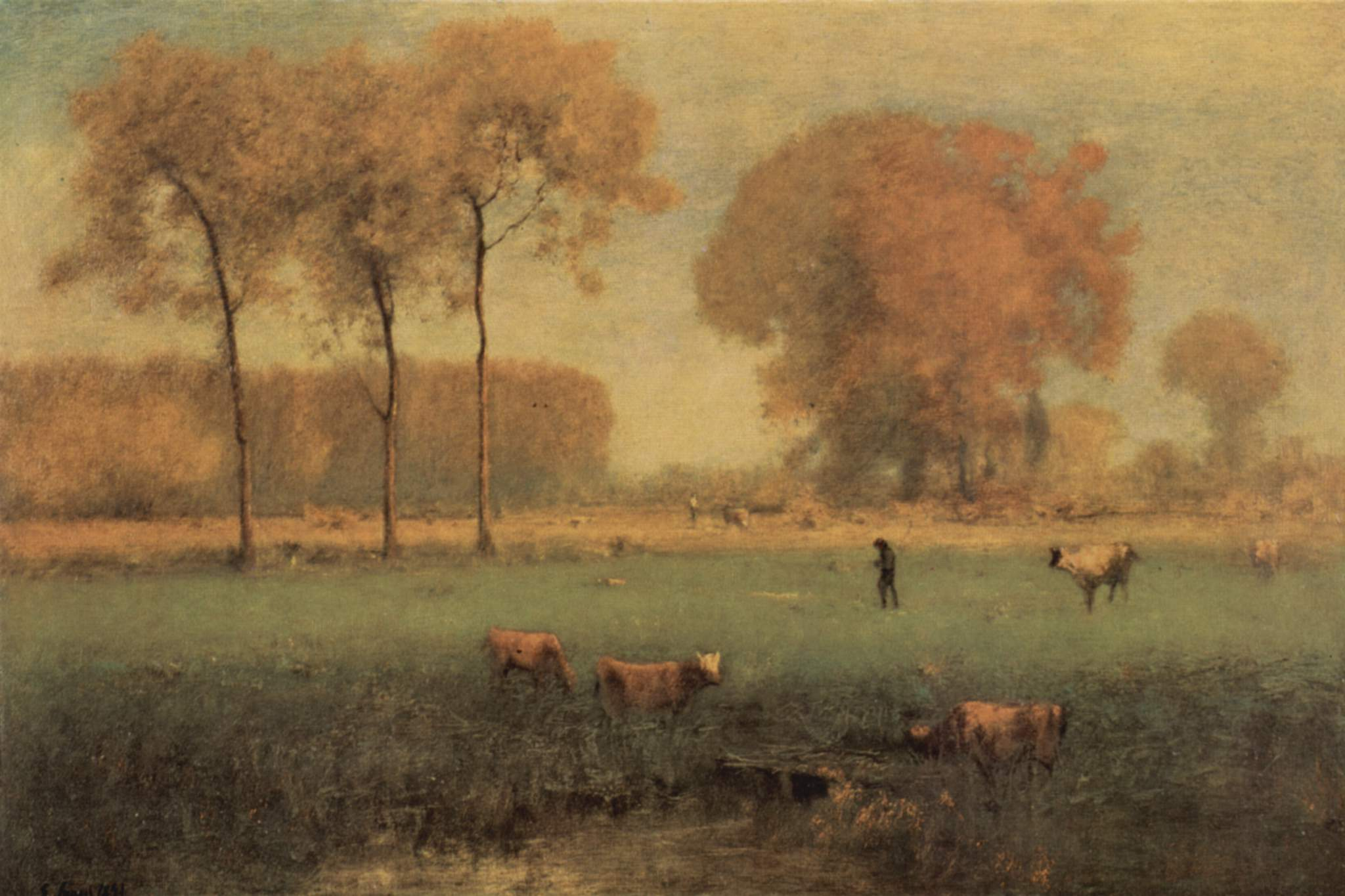
George Inness, Summer Landscape, 1894.

- Norwich School of Painters – 1803 bis 1833, England
- Biedermeier – 1815 bis 1848, Deutschland
- Photographie – seit 1826
- Realismus – 1830 bis 1870, begann in Frankreich
  - Schule von Barbizon – 1830 bis 1870, Frankreich
- Peredwischniki – 1870 bis 1890, Russland
  - Abramzewo – 1870er, Russland
- Haager Schule – 1870 bis 1900, Niederlande
- American Barbizon School – 1850 bis 1890er, Vereinigte Staaten
- Spanischer Eklektizismus – 1845 bis 1890, Spanien
- Macchiaioli – 1850er, Toskana, Italien
- Präraffaeliten – 1848 bis 1854, England

## Moderne Kunst
Mit Nennung des Landes, in der eine Kunstbewegung startete und sich gegebenenfalls international verbreitete.
- Moderne Kunst – 1860 bis 1945
  - Impressionismus – 1860 bis 1890, Frankreich
    - Amerikanischer Impressionismus  – 1880, Vereinigte Staaten

  - Cos Cob Art Colony  – 1890er, Vereinigte Staaten
    - Heidelberger Schule – späte 1880er, Australien

  - Arts and Crafts Movement – 1880 bis 1910, Vereinigtes Königreich
  - Tonalismus – 1880 bis 1920, Vereinigte Staaten
  - Symbolismus – 1880 bis 1910, Frankreich/Belgien
    - Russischer Symbolismus  – 1884 bis ca. 1910, Russland
    - Ästhetizismus  – 1868 bis 1901, Vereinigtes Königreich

  - Postimpressionismus – 1886 bis 1905, Frankreich
    - Les Nabis  – 1888 bis 1900, Frankreich
    - Cloisonnismus  – ca. 1885, Frankreich
    - Synthetismus  – späte 1880er bis frühe 1890er, Frankreich
    - Belgischer Luminismus – ab 1904, Belgien
    - Amsterdamer Luminismus – 1908 bis 1910, Niederlande

  - Neoimpressionismus  – 1886 bis 1906, Frankreich
    - Pointillismus  – 1879, Frankreich
    - Divisionismus  – 1880er, Frankreich

  - Art Nouveau – 1890 bis 1914, Frankreich
    - Wiener Secession – 1897, Österreich
    - Mir Iskusstwa  – 1899, Russland
    - Jugendstil  – Deutschland, Skandinavien
    - Modernisme – 1890 bis 1910, Spanien

  - Russische Avantgarde – 1890 bis 1930, Russland/der Sowjetunion
  - Art à la Rue  – 1890er bis 1905, Belgien/Frankreich
  - Junges Polen  – 1890 bis 1918, Polen
  - Hagenbund  – 1900 bis 1930, Österreich
  - Fauvismus – 1904 – 1909, Frankreich
  - Expressionismus – 1905 bis 1930, Deutschland
    - Die Brücke  – 1905 bis 1913, Deutschland
    - Der Blaue Reiter  – 1911, Deutschland
    - Flämischer Expressionismus  – 1911 bis 1940, Belgien

  - Bloomsbury Group – 1905 bis ca. 1945, England
  - Kubismus – 1907 bis 1914, Frankreich
    - Karo-Bube  – 1909 bis 1917, Russland
    - Orphismus – 1912, Frankreich
    - Purismus – 1918 bis 1926, Frankreich

  - Ashcan School  – 1907, Vereinigte Staaten
  - Art Deco – 1909 bis 1939, Frankreich
  - Futurismus – 1910 bis 1930, Italien
    - Russischer Futurismus  – 1912 bis 1920er, Russland
    - Kubofuturismus  – 1912 bis 1915, Russland

  - Rayonismus  – 1911, Russland
  - Synchronismus  – 1912, Vereinigte Staaten
  - Analytische Kunst  – 1913, Russland
  - Vortizismus  – 1914 bis 1920, Vereinigtes Königreich
  - Biomorphismus  – 1915 bis 1940er
  - Suprematismus  – 1915 bis 1925, Russland
    - UNOWIS  – 1919 bis 1922, Russland

  - Dada – 1916 bis 1930, Schweiz
  - Proletkult 1917 – 1925, Russland
  - Productivismus  – nach 1917, Russland
  - De Stijl (Neoplastizismus)  – 1917 bis 1931, Utrecht, Niederlande
  - Pittura metafisica  – 1917, Italien
  - Arbeitsrat für Kunst  – 1918 bis 1921
  - Bauhaus – 1919 bis 1933, Deutschland
  - Others group of artists  – 1919, Grantwood, New Jersey, Vereinigte Staaten
  - Konstructivismus  – 1920er, Russland/Sowjetunion
    - Vkhutemas  – 1920 bis 1926, Russland

  - Präzisionismus  – ca. 1920, Vereinigte Staaten
  - Surrealismus  – ab 1920er, Frankreich
    - Acéphale  – Frankreich
    - Lettrismus  – 1942
    - Les Automatistes  – 1946 bis 1951, Quebec, Kanada

  - Devetsil 1920 bis 1931
  - Group of Seven  – 1920 bis 1933, Kanada
  - Harlem Renaissance  – 1920 bis 1930er, Vereinigte Staaten
  - Amerikanischer Realismus  – ca. 1920 bis 1945, Vereinigte Staaten
  - Neue Sachlichkeit –  1920er, Deutschland
  - Grupo Montparnasse  – 1922, Frankreich
  - Northwest School  – 1930er bis 1940er, Vereinigte Staaten
  - Sozialer Realismus – 1929, international
  - Sozialistischer Realismus – ca. 1920 bis 1960, begann in der Sowjetunion
    - Leningrader Schule  – 1930er bis 1950er, der Sowjetunion
    - Socialister Realismus in Polen (Socrealismus) – 1949 bis 1955, Polen

  - Abstraction-Création  – 1931 bis 1936, Frankreich
  - Allianz  – 1937 bis 1950er, Switzerland
  - Abstrakter Expressionismus – 1940er, Nachkriegszeit, Vereinigte Staaten
    - Action Painting  – Vereinigte Staaten
    - Farbfeldmalerei
    - Lyrische Abstraktion
    - CoBrA  – 1946 bis 1952, Dänemark/Belgien/Niederlande
    - Tachismus  – späte 1940er bis Mitte 1950er, Frankreich
    - Abstract Imagists  – Vereinigte Staaten

  - Informel  – Mitte 1940er bis 1950er
  - Art brut  – Mitte 1940er, Vereinigtes Königreich/Vereinigte Staaten

## Zeitgenössische Kunst
Die Begriffe Zeitgenössische Kunst und Moderne Kunst überschneiden sich.
- Zeitgenössische Kunst – 1946 bis heute
  - Zeitgenössische griechische Kunst – 1945 Griechenland
  - Wiener Schule des Phantastischen Realismus – 1946, Österreich
  - Neo-Dada  – 1950er, international
  - Schweizer Typografie  – 1950er, Switzerland
  - Inoffizielle Kunst der Sowjetunion  – 1953 bis 1986, Sowjetunion
  - Painters Eleven  – 1954 bis 1960, Canada
  - Pop Art  – Mitte 1950er, Vereinigtes Königreich/Vereinigte Staaten
  - Woodlands Style  – 1958 bis 1962, Canada
  - Situationistische Internationale  – 1957 bis frühe 1970er, Italien
  - Nouveau Réalisme  – 1960
  - Magischer Realismus  – 1960er, Deutschland
  - Minimalismus – 1960
  - Hard Edge – frühe 1960er, Vereinigte Staaten
  - Fluxus – frühe 1960er – späte 1970er
  - Happening – frühe 1960
  - Videokunst – frühe 1960
  - Psychedelische Kunst  – frühe 1960er
  - Konzeptkunst – 1960er
  - Graffiti – 1960er
  - Ready-made – 1960er
  - Performance – 1960er
  - Op-Art – 1964
  - Nachmalerische Abstraktion – 1964
  - Lyrische Abstraktion – Mitte 1960er
  - Prozesskunst – Mitte 1960er bis 1970er
  - Arte Povera – 1967
  - Art & Language – 1968, Vereinigtes Königreich
  - Photorealismus – späte 1960er bis frühe 1970er
  - Land Art – späte 1960er bis frühe 1970er
  - Post-Minimalismus – späte 1960er bis 1970er
  - Postmoderne – 1970 bis heute
  - Dekonstruktivismus
  - Metarealismus – 1970 bis 1980, Sowjetunion
  - Soz Art 1972 – 1990er, Sowjetunion/Russland
  - Installationskunst – 1970er
  - Mail Art – 1970er
  - Maximalismus – 1970er
  - Neoexpressionismus – späte 1970er
  - Neoismus – 1979
  - Figuration Libre – frühe 1980er
  - Streetart – frühe 1980er
  - Young British Artists – 1988
  - Digitale Kunst – 1990 bis heute
  - Toyismus – 1992 bis heute
  - Transgressive Kunst
  - Massurrealismus – ab 1992
  - Stuckismus – ab 1999
  - Remodernismus – ab 1999
  - Exzessivismus – ab 2015
  - Corporate Memphis späte 2010er